# Vincent Cosmas Mwagala
Vincent Cosmas Mwagala (ur. 11 grudnia 1973 w Makungu) – tanzański duchowny rzymskokatolicki, biskup Mafinga od 2024 .

## Życiorys

### Prezbiterat
Święcenia kapłańskie otrzymał 11 lipca 2007 i został inkardynowany do Diecezji Iringa. Uzyskał licencjat z teologii pastoralnej na Papieskim Wydziale Teologicznym Sycylii w Palermo. Bezpośrednio po przyjęciu święceń w latach 2007-2011 pracował jako asystent proboszcza w parafii na Lampedusie oraz w latach 2011-2018 jako proboszcz parafii w Usokami. Od 2015 pełnił urzędy wikariusza ds. zakonnych rodzimej diecezji oraz od 2018 proboszcza jednej z parafii w Ifundzie. Przed nominacją wchodził od 2019 w skład kolegium konsultorów diecezji Iringa. 

### Episkopat
22 grudnia 2023 papież Franciszek mianował go pierwszym biskupem nowopowstałej diecezji Mafinga.
19 marca 2024 otrzymał święcenia biskupie. Udzielił mu ich arcybiskup Tabory, kardynał Protase Rugambwa. 